# 邵雍
邵雍（1012年1月21日—1077年7月27日），字堯夫，自號安樂先生，人又稱百源先生，諡康節，後世稱邵康節，北宋五子（未亲炙于孔子，而得以配祀孔庙封号先贤的五位大儒）之一，術士、道士、儒士、儒学家、易学家、思想家、诗人。

## 生平

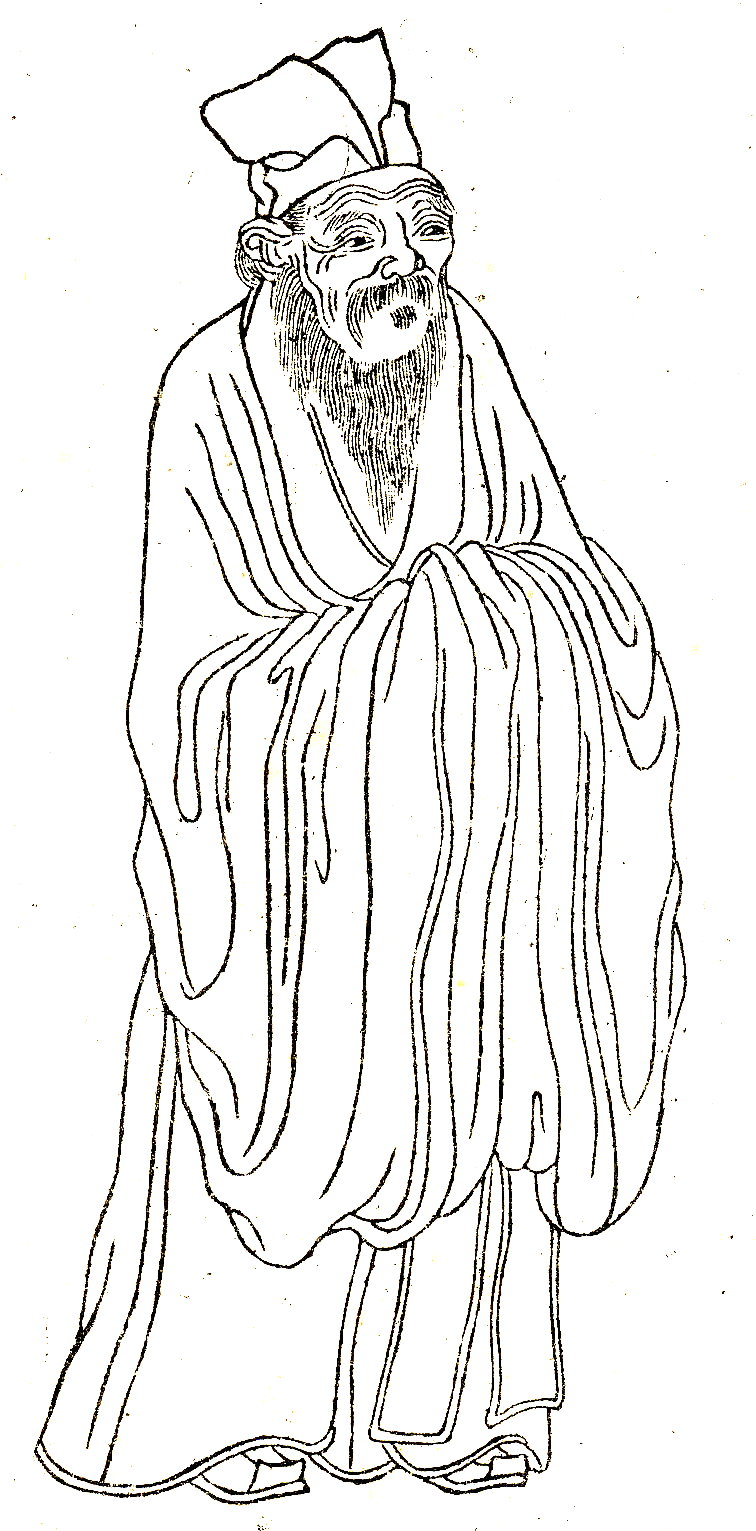
《晩笑堂竹荘畫傳》邵雍

祖父邵德新，父邵古，皆隱德不仕。邵雍的祖先是范陽（今河北省涿州）人，幼隨父遷共城百源（今河南省輝縣）蘇門山下。後人稱雍為「百源先生」。
雍青年時期即有好學之名，《宋史》記載：「雍少時，自雄其才，慷慨欲樹功名。於書無所不讀，始為學，即堅苦刻厲，寒不爐，暑不扇，夜不就席者數年。已而歎曰：『昔人尚友于古，而吾獨未及四方。』於是逾河、汾，涉淮、漢，周流齊、魯、宋、鄭之墟，久之，幡然來歸，曰：『道在是矣。』遂不復出。」
雍後居洛陽，與司馬光、二程、呂公著等交遊甚密。邵雍與二程、周敦頤、張載，合稱為「北宋五子」。
宋仁宗皇祐元年（1049年）定居洛陽，以教授為生。嘉祐七年（1062年），移居洛陽天宮寺西天津橋南，榜其廬曰「安樂窩」，自號安樂先生。出遊時必坐一小車，由一人牽拉。
|  | 茅屋半間任逍遙，山路崎嶇賓客少。 看的是無名花和草，聽的是枝上好鳥叫！ 春花開得早，夏蟬枝頭鬧。 黃葉飄飄秋來了，白雪紛紛冬又到。 嘆人生，容易老，終不如蓋一座，安樂窩。 上寫著：琴棋書畫，漁讀耕樵。 悶來河邊釣，閑來把琴敲， 喝一杯茶，樂陶陶，我真把愁山推倒了！（安樂窩歌） |

宋仁宗嘉祐與宋神宗熙寧初，兩度被舉，均稱疾不赴。邵雍病重時，程頤去看望他，問道：「從此永訣，列有見告乎？」邵雍說：「面前路徑須令寬，路窄，則自無著身外，況能使人行乎？」熙寧十年（1077年）卒。宋哲宗元祐中賜諡康節。著有《皇極經世》、《伊川擊壤集》、《漁樵問對》等。1975年江西星子縣宋墓出土《邵堯夫先生詩全集》九卷。

## 學說
先天八卦图

邵雍對易經極有研究，開拓了「象數」學的領域，他「探跡索隱，妙悟神契，洞徹蘊奧，汪洋浩博，多其所自得者」。邵雍繼承並發揚了陳摶的「周易先天圖說」朱震說：「陳摶以《先天圖》傳种放，种放傳穆修，穆修傳李之才，之才傳邵雍。」朱熹則認為邵雍傳自陳摶，陳摶亦有所承傳：“邵子發明先天圖，圖傳自希夷，希夷又自有所傳。”。邵雍說：
|  | 道生一，一為太極；一生二，二為兩儀； 二生四，四為四象；四生八，八為八卦； 八卦生六十四，六十四具而後天地之數備焉。 天地萬物莫不以一為本原， 於一而演之以萬，窮天下之數而復歸於一。 |

邵雍是真正能继承先秦(律数之学)与两汉(卦变之学)以来易学象数派之理论精粹并能融合儒家经学之道德价值观(即内圣外王之道)。
朱熹對《皇極經世》極為推崇。他說：「某看康節《易》了，都看別人的不得。」。朱熹將邵雍同周、張、二程和司馬光並稱為道學的「六先生」。

## 重要著作
- 《皇極經世》
- 《伊川擊壤集》
- 《漁樵問對》：全書以問答方式，將自然與人事變化之關係加以闡發。晁公武認為是張載所著，而朱子則肯定為邵雍所作。《黃氏日抄》認為其膚淺，但學者郭懿雲認為未必如此——其中論命運、論人鬼、以及小人不絕的道理，亦有其獨特之處。
- 《鐵版神數》
- 《梅花易數》[11]
- 《四字斷終身》

## 評價
- 《宋史．邵雍傳》稱：“乃事之才，受河圖、洛書、宓羲八卦六十四卦圖像。之才之傳，遠有端緒，而雍探賾索隱，妙司神契，洞徹蘊奧，汪洋浩博，多其所自得者。”
- 程頤在《邵雍節先生墓誌銘》中說：「（邵雍）德氣粹然，望之可知其賢。不事表，不設防畛，正而不諒，通而不汗，清明洞徹中外……群居燕飲，笑語終日，不取甚於人。」[12]
- 二程並不太欣賞他的學說，嘗批其「邵堯夫臨終時，只是諧謔須臾而去；以聖人觀之，則亦未是」及「嘗觀堯夫詩意，纔做得識道理。卻於儒術未見所得。」[13]
- 朱熹說：“程、邵之學固不同，然二程所以推尊康節者至矣。蓋信其道而不惑，不雜異端，班如溫公、橫渠之間。”[14]

## 圖集

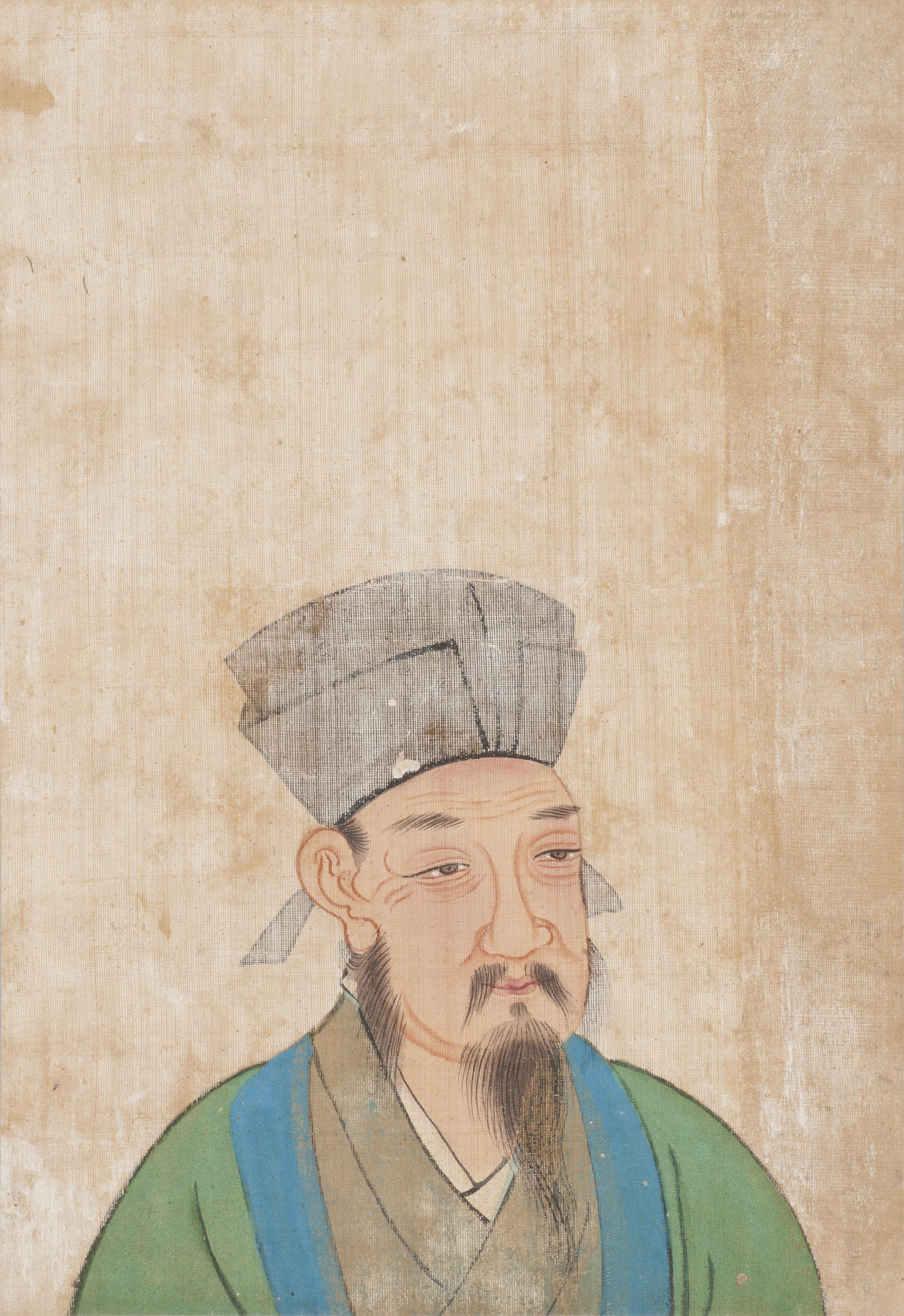
邵雍像
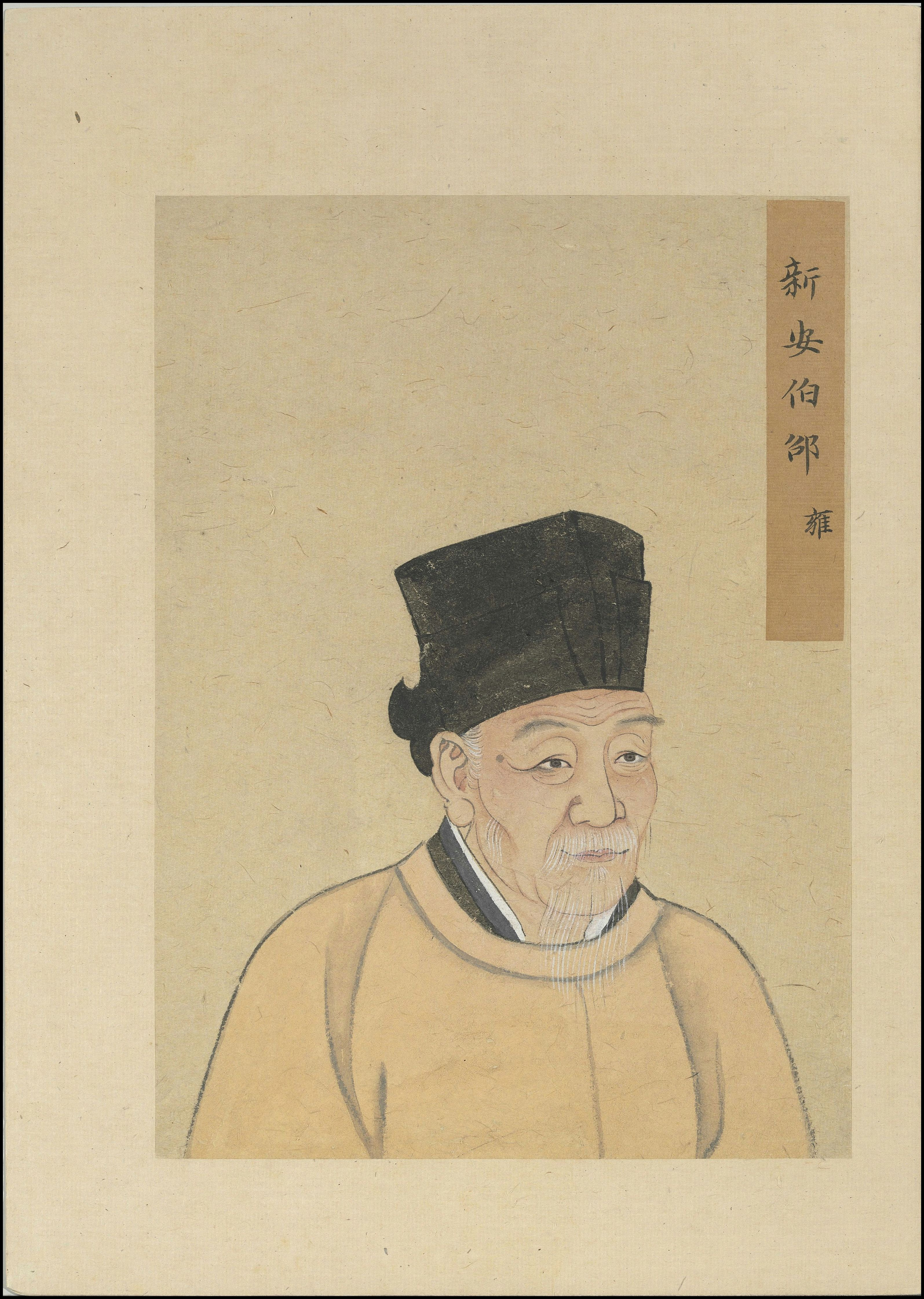
《至聖先賢半身像》邵雍
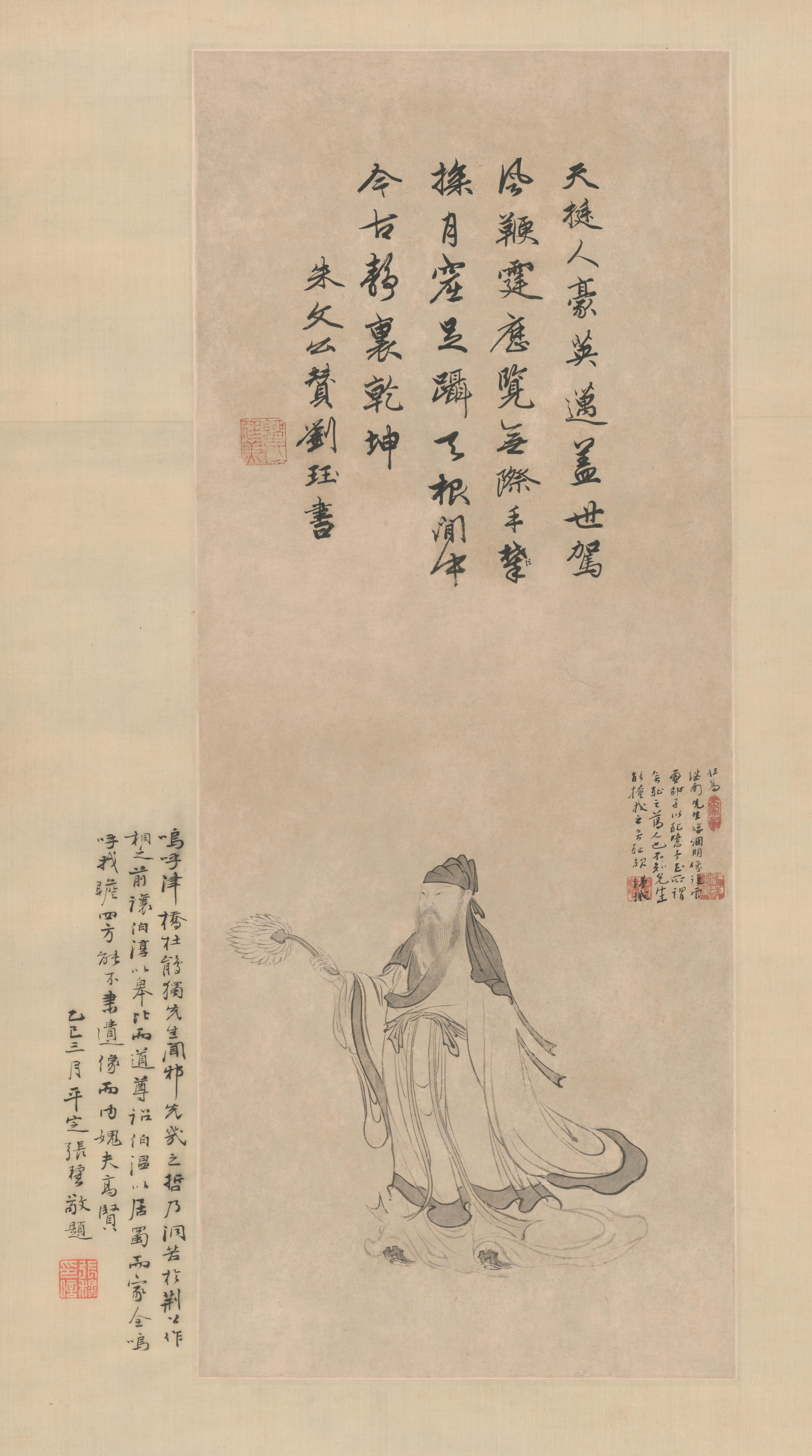
邵雍像軸，杜堇繪